# Lecane whitfordi
Lecane whitfordi är en hjuldjursart som först beskrevs av Elbert Halvor Ahlstrom 1938.  Lecane whitfordi ingår i släktet Lecane och familjen Lecanidae. Inga underarter finns listade i Catalogue of Life.